# Campeonato de Fútbol de Costa Rica 1935
La temporada 1935 de la Liga Nacional fue la 15.ª edición de la máxima categoría del sistema de Ligas costarricenses de fútbol.
El Herediano se alzó con el trofeo de liga mediante una temporada solvente donde además se adjudicó con el torneo de copa realizado previo al inicio del certamen. El campeonato contó como novedad con la nueva regla del descenso directo, haciendo que Buenos Aires fuese el primer equipo en descender de categoría en Costa Rica.

## Sistema de competición
La competición constó de un grupo único integrado por siete clubes. Siguiendo un sistema de liga, los siete equipos se enfrentaron todos contra todos en dos ocasiones sumando un total de 12 jornadas. La clasificación final se estableció con arreglo a los puntos obtenidos por los equipos en cada enfrentamiento, a razón de dos por partido ganado, uno por empatado y ninguno en caso de derrota.
El último de la clasificación descendió automáticamente a la segunda categoría. El penúltimo clasificado de la liga disputó una serie de promoción de tres juegos contra el campeón de segunda. El ganador se aseguró un lugar en primera para la siguiente temporada.

## Clubes participantes
Siete equipos tomaron parte de la temporada de la Liga Nacional de Fútbol. El club México no fue inscrito para esta campaña.
| Equipo              | Ciudad     | Estadio  |
| ------------------- | ---------- | -------- |
| Alajuela Junior     | Alajuela   | Nacional |
| Alajuelense         | Alajuela   | Nacional |
| Buenos Aires        | Puntarenas | Nacional |
| Gimnástica Española | San José   | Nacional |
| Herediano           | Heredia    | Nacional |
| La Libertad         | San José   | Nacional |
| Orión               | San José   | Nacional |

## Desarrollo
Para el campeonato de liga de 1935, el cierre fue disputado en la tabla de posiciones que dejó ubicado al Herediano con 17 puntos con tres por delante de sus inmediatos perseguidores como Alajuela Junior y Orión.
La gesta florense ratificó una vez más ser el equipo dominante en el fútbol costarricense, ya que en las 15 temporadas disputadas, los heredianos consiguieron 9 cetros de liga.
Como era habitual en los primeros campeonatos de la época, las grandes goleadas sobresalieron como las dos mayores que protagonizó el Orión que derrotó primero al Buenos Aires por 8-2 y una segunda goleada que le propinaron a Alajuelense por 8-0. Por otra parte, La Libertad fue el exponente futbolero al enfrentar partidos internacionales ante equipos de México.
Se dio la nueva regla del descenso directo, esto debido a que la Federación adujo que existían clubes que no mostraban interés en el torneo y entonces o se presentaban a jugar sin la seriedad del caso sabiendo que podrían estar al año siguiente de nuevo o del todo no llegaban a los compromisos; así quedó para la historia que el primer equipo en descender de primera a segunda en Costa Rica fue el Buenos Aires.
Se jugó en 1935 la primera serie de promoción por evitar el descenso. La serie la protagonizaron Alajuelense y Cartaginés. Luego de tres encuentros, los erizos sacaron ventaja al ganar en dos choques por 1-0 y perder en otra por 2-6. Pese a la derrota en la serie, el Cartaginés alcanzó un acuerdo federativo para ser incluido en la siguiente campaña de la primera división.

### Clasificación
| Pos. | Equipo                | Pts. | PJ | G | E | P | GF | GC | Dif. | Notas                  |
| ---- | --------------------- | ---- | -- | - | - | - | -- | -- | ---- | ---------------------- |
| 1    | C. S. Herediano       | 17   | 12 | 8 | 1 | 3 | 33 | 27 | +6   |                        |
| 2    | C. D. Alajuela Junior | 14   | 12 | 5 | 4 | 3 | 26 | 19 | +7   |                        |
| 3    | Orión F. C.           | 14   | 12 | 6 | 2 | 4 | 40 | 25 | +15  |                        |
| 4    | C. S. La Libertad     | 12   | 12 | 4 | 4 | 4 | 33 | 23 | +10  |                        |
| 5    | Gimnástica Española   | 11   | 12 | 5 | 1 | 6 | 23 | 28 | −5   |                        |
| 6    | L. D. Alajuelense     | 11   | 12 | 4 | 3 | 5 | 21 | 26 | −5   | Promoción de categoría |
| 7    | C. S. Buenos Aires    | 5    | 12 | 2 | 1 | 9 | 23 | 51 | −28  | Descenso de categoría  |

 Fuente: RSSSF
Criterios de clasificación: Puntos · Diferencia de goles · Goles a favor
|                                    |
|                                    |
| Campeón C. S. Herediano 9.º título |

## Estadísticas

### Plantilla del campeón
La nómina completa de la temporada 1935 del Herediano que se proclamó campeón por novena vez en su historia.
1. Abel Sandoval
2. Aníbal Varela
3. Braulio Morales
4. Carlos Centeno
5. Eduardo Ramírez
6. Elías Quesada
7. Enrique Lizano
8. Ernesto Araya
9. Fabio Esquivel
10. Ismael Quesada
11. José Salazar
12. Juan Salas
13. Manuel Zamora
14. Manuel Zúñiga
15. Mario Varela
16. Miguel Lobo
17. Rafael Herrera
18. Santiago Bonilla
19. Santiago Campos
20. Tobías Esquivel

### Otros datos
- Máximo goleador: Manuel Zamora con 6 goles (C. S. Herediano)[2]
- Total de goles marcados: 199
- El Herediano también se alzó con la Copa Estadio Nacional al derrotar en la final al Orión por 4-3.
- La Libertad realizó una exitosa gira por México en donde enfrentó al América (1-4), España (3-2), Atlante (4-1, 3-4) y Necaxa (2-2, 0-5 y 1-3).